# 小槻永業
小槻 永業（おづき の ながなり、生年不詳 - 長寛2年12月8日〈1165年1月21日〉）は、平安時代後期の貴族。左大史・小槻政重の子。官位は正五位下・左大史。

## 経歴
小槻氏は代々大夫史に任ぜられていたが、長兄・小槻師経が大夫史を務めるにあたって能力に不安があったことから、永業が師経を補佐することになり、鳥羽院政期半ばの天養元年（1144年）2月に永業が右少史に任ぜられると、外記局の清原重憲の許にまで異例の初参を行っている。同年3月に父・政重が没するが、永業に大夫史の職務を補佐させることが、兄弟間の争いへと発展することを危惧したためか、政重はその死に際して、「家を継いで大夫史として出仕することと、大夫史の職務遂行に不可欠の官文書を進退することとが決して分かつことがないように」との起請を書きおいたとされる。ここから、長男・師経を家の後継者たる大夫史とする一方で、次男・永業が官文書の進退に関わる部分を担うことになったことが窺われる。
のち、左少史を経て、久安3年（1147年）正月に右大史、4月に左大史と昇任されるが、翌久安4年（1148年）従五位下に叙爵すると大夫史とはならずに官史を辞して弁官局を去る。その後は散位となり、家の分解を危惧していた父・政重の意向を順守して兄・師経の補佐役に徹していたか。なお、永業の補佐もあってか、師経は大夫史としての職務を大過なく務めたらしい。またこの間の保元元年（1156年）後白河天皇により復活された記録荘園券契所の寄人に師経とともに任ぜられている。このとき寄人に任ぜられた12人のうち散位であったのは永業のみであり、官職を帯びずともその力量を見込まれたとも考えられる。
保元2年（1157年）8月に永業は右大史として約10年ぶりに弁官局に復帰する。同年10月に師経が没すると、永業は正五位下・左大史兼算博士に叙任されてその後を継ぐ。その後は、備前介・摂津守と次々と兼国に預かり、応保元年（1161年）には摂津守を辞す代わりに、弟の小槻隆職を左少史から佐渡守に遷任させている。応保2年（1162年）には大炊頭を兼帯する。保延3年（1137年）以降、大炊頭は中原氏の歴代局務（外記上首）がほぼ世襲していたことから、当時の永業が歴代の中原氏の中に割って入り込めるだけの政治力を持っていた様子が窺われる。
長寛2年（1164年）12月に永業は急病に伏し、その死の床で大夫史・算博士・大炊頭・佐渡国を知行するための文書などを子息の広房に譲る。広房への相続にあたって、永業は横槍が入るのを予想しており、太政大臣・藤原伊通に対して造東大寺次官・三善為信を派遣し「大夫史・算博士・大炊頭・佐渡国の文書、それら全てを広房に譲りました。異議・差し出口も出ることでしょう。」という内容を伝えさせた。永業は広房への相続からまもない同月8日に卒去。
永業が生前危惧していた通り、強行に進められたこの相続に対して、永業の弟・隆職が異議を挟む。結局、二条天皇の指示によって、翌長寛3年（1165年）正月に隆職が左大史（大夫史）に、広房が算博士に任ぜられた。この時点で、隆職は30歳、広房は17歳であったが、大夫史の地位を得るためには、それまでの経験を重視するのが当時の一般的な認識であったことから、13歳も年下の広房に不利であった。ここで小槻氏は大夫史を受け継ぐ隆職流（のち壬生流）と算博士を受け継ぐ広房流（のち大宮流）に分裂した。

## 官歴
- 康治2年（1143年） 正月27日：見大舎人少允算挙[11]
- 時期不詳：正六位上
- 天養元年（1144年） 2月17日：右少史[12]
- 時期不詳：左少史
- 久安3年（1147年） 正月28日：右大史[11]。4月1日：左大史[11]
- 久安4年（1148年） 2月1日：従五位下、辞左大史[11]
- 保元元年（1156年） 10月13日：記録所寄人[13]
- 保元2年（1157年） 8月21日：右大史[13]。10月15日：見従五位上[13]。10月22日：正五位下[13]。10月27日：左大史[13]。10月27日：兼算博士[13]
- 平治元年（1159年） 日付不詳：見兼備前介[14]
- 永暦元年（1160年） 日付不詳：見兼摂津守[15]
- 応保元年（1161年） 9月15日：辞摂津守（弟隆職申任佐渡守）[16]
- 応保2年（1162年） 10月28日：兼大炊頭[17]
- 長寛2年（1164年） 12月8日：卒去[9]

## 系譜
『系図纂要』による。
- 父：小槻政重
- 母：不詳
- 妻：不詳
  - 男子：小槻広房（?-1202）